# کنه آمریکایی
کنه آمریکایی (نام علمی: Amblyomma cajennense) نام یک گونه از تیره کنه‌های سفت است.